# Tractat Moresby
El Tractat Moresby és un tractat que van signar Sayyid Said, sultà de Masqat i Oman i Fairfax Moresby, oficial principal de Maurici, en nom del Regne Unit el setembre del 1822 contra el comerç d'esclaus.
 Inicialment compost per sis articles, el propòsit del tractat era limitar el comerç d'esclaus a l'oceà Índic, a les terres que els àrabs omanites tenien a l'Àfrica oriental. El tractat prohibia la venda d'esclaus als cristians de qualsevol nacionalitat,
reconeixia la jurisdicció del Sultanat d'Oman sobre les aigües properes a la costa de l'Àfrica Oriental, així com permetia la instal·lació d'un oficial britànic a Zanzíbar o a l'Àfrica Oriental continental, i va crear la Línia Moresby.

## Línia Moresby
Entre els objectius del tractat, hi havia la creació de la Línia Moresby. Aquesta línia dibuixava el punt meridional del territori que el Sultanat d'Oman tenia al territori africà - Cabo Delgado, a Moçambic - a través de l'oceà Índic fins a la ciutat de Diu, a la costa de l'Índia. El transport d'esclaus a l'oest de la línia, una zona sobretot musulmana de l'Oceà Índic, era considerat legal, però el prohibia a l'est d'aquesta. Per a complir-lo, es fa donar l'autoritat de confiscar vaixells que transportessin esclaus a les zones prohibides i de considerar els seus capitans com pirates, que rebien la pena capital sense el benefici d'un clergue. L'única excepció d'aquesta regulació eren els vaixells que haguessin traspassat la línia per condicions meteorològiques extremes. El tractat va deixar un tema confús: qui era el responsable de fer complir el control sobre el tractat: la versió anglesa donava la responsabilitat als omanites i l'àrab als britànics.

## Esmena
El 17 de desembre del 1839 es va ampliar l'abast del tractat, afegint tres articles més a l'acord original. S'amplià la zona en la qual es considerava el comerç d'esclaus il·legal, movent el punt occidental de la Línia Moresby fins al port de Pasni, a la costa de la Regió de Makran. A més a més, també s'acordà la prohibició de la venda dels somalis com esclaus, ja que, en tant que musulmans, eren considerats homes lliures pel sultà omanita, que també era musulmà.